# Штраусс, Кэролин
Кэролин Штраусс (англ. Carolyn Strauss) — американский телевизионный деятель и продюсер. Занимала должность президента отдела развлечений канала Home Box Office (HBO) до 2008 года, где была ответственна за выпуск в свет весьма успешных сериалов «Клан Сопрано», «Прослушка» и «Секс в большом городе». После ухода с должности она стала телевизионным девелопером и продюсером, сотрудничающим с HBO. Потом она работала над сериалами «Игра престолов», «Удача» и «Малыш».